# Apate subcalva
Apate subcalva är en skalbaggsart som beskrevs av Pierre Lesne 1923. Apate subcalva ingår i släktet Apate och familjen kapuschongbaggar. Inga underarter finns listade i Catalogue of Life.